# Ralph McQuarrie
Ralph McQuarrie (Gary, Indiana, 13 de junio de 1929 - Berkeley (California), 3 de marzo de 2012) fue un diseñador e ilustrador futurista estadounidense. Siguiendo los pasos de sus abuelos y su madre, también se interesó por el dibujo. Trabajó como ilustrador en la Boeing Aircraft Company. Se graduó en Ilustración en la Art Center College of Design de Los Ángeles. 
En los años 60 realizó animaciones para la NASA y para la CBS (retransmisiones de las misiones Apolo). 
A comienzos de los 70, efectuó un trabajo para Hal Barwood, quien buscaba productor para un proyecto cinematográfico. George Lucas, amigo de Barwood, vio los dibujos y decidió incorporar a McQuarrie a su propia aventura espacial. 
Le encargó las imágenes que acompañarían la presentación del proyecto a los estudios. Star Wars. Así fueron naciendo los diseños originales de la Trilogía Original de Star Wars (naves, personajes, paisajes, etc.). Fue el responsable del aspecto de Darth Vader.

## Premios y nominaciones
Premios Óscar
| Año  | Categoría                | Película | Resultado |
| ---- | ------------------------ | -------- | --------- |
| 1986 | Mejores efectos visuales | Cocoon   | Ganador   |